# Genopdragelse
Genopdragelse er hvor en myndighed sender en person gennem en proces der skal ændrer personens adfærd fra hvad myndigheden anser for en dårlig adfærd til en bedre adfærd.
Begrebet har ofte negative konnotationer hvor myndighedens adfærd anses for unyttig tvang og forkert, en indoktrinering.
Begrebet er for eksempel brugt om de kinesiske myndigheders adfærd i forbindelse med medlemmer af Falun Gong og tibetanere, 
samt om det der blandt andet foregik i Pol Pots lejre.
Det har også været brugt i forbindelse med afnazificeringen og genindførslen af demokrati hos den tyske befolkning efter Anden Verdenskrig.
I nyere danske sammenhænge dækker begrebet også over situationen hvor indvandrerforældre sender deres børn tilbage til deres hjemland for at ændre barnets adfærd. 
Der kan skelnes to typer genopdragelser:
- Social genopdragelse som følge af barnet kriminalitet, stofmisbrug eller an
- Kulturel eller religiøs genopdragelse som følge af barnets for "danske" adfærd, normer og værdier.

Det er primært drenge der sendes på social genopdragelse og primært til Libanon, Palæstina og Somalia, mens kulturel eller religiøs genopdragelse primært sker for piger og primært til Tyrkiet, Pakistan og Somalia.
Udenrigsministeriet har specielle råd til børn der frygter at blive sendt på genopdragelse imod deres vilje.